# Maksym Yarovyi
Maksym Yarovyi est un fondeur et biathlète handisport ukrainien, né le 3 octobre 1989.